# Asystent rodziny
Asystent rodziny – osoba przez pewien czas wspierająca rodzinę, aby w przyszłości samodzielnie potrafiła pokonywać trudności życiowe, zwłaszcza dotyczące opieki i wychowania dzieci. Termin asystent został wyprowadzony od słowa „asysta”, które jest określeniem na osobę towarzyszącą komuś, współobecną, pomagającą, będącą w pogotowiu. Asystent rodziny towarzyszy rodzicom we wprowadzeniu zmian w swoim myśleniu, zachowaniu oraz otoczeniu, koniecznych do tego, aby środowisko rodzinne sprzyjało bezpieczeństwu i prawidłowemu rozwojowi dzieci.
Asystentura rodziny polega na zindywidualizowanej pracy w rodzinie, z rodziną, dla rodziny (na jej rzecz), przy dominowaniu pracy z rodziną. Cechami charakterystycznymi asystowania jest indywidualizacja pracy wynikająca z małej liczby odbiorców, dostosowanie do określonych grup beneficjentów i ich realnych potrzeb, dawanie możliwości skierowania do nich dedykowanego wsparcia Istotę asystentury rodziny trafnie opisano na stronie internetowej Federacji na Rzecz Reintegracji Społecznej w Warszawie. Asystent rodziny w tej koncepcji ma za zadanie zmienić stosunek osób w rodzinie do własnej sprawczości, zwiększyć ich poczucie wpływu na własne życie, podnieść samoocenę. Indywidualna pomoc służy rozwojowi kompetencji poszczególnych członków rodziny, osiąganiu wyznaczonych przez nich celów, wzbudzaniu w nich wiary we własne możliwości oraz motywowaniu do podejmowania działań, do tej pory uznawanych za niemożliwe. Działania asystenta i rodziny zmierzają do jej usamodzielnienia i pozostawienia dzieci w rodzinie, w środowisku zapewniającym im poczucie bezpieczeństwa i prawidłowy rozwój. Takie rozumienie asystentury jest bliskie koncepcji budzenia sił ludzkich w podejściu skoncentrowanym na rozwiązaniach.

## Funkcje i zadania asystenta rodziny
Do funkcji asystenta rodziny zaliczono funkcję wsparcia psychiczno-emocjonalnego, diagnostyczno-monitorującą, opiekuńczą, doradczą, mediacyjną, wychowawczą, motywująco – aktywizującą, koordynacji działań skierowanych na rodzinę. Zakres zadań asystenta rodziny obejmuje cztery obszary: bezpośrednią pracę z rodzicami, bezpośrednią pracę z dziećmi, działania pośrednie realizowane na rzecz dziecka i rodziny, organizację własnego warsztatu pracy.
Zadania asystenta rodziny określa art. 15 ust. 1 ustawy z dnia 9 czerwca 2011 o wspieraniu rodziny i systemie pieczy zastępczej:
1. opracowanie i realizacja planu pracy z rodziną we współpracy z członkami rodziny i w konsultacji z pracownikiem socjalnym;
2. opracowanie, we współpracy z członkami rodziny i koordynatorem rodzinnej pieczy zastępczej, planu pracy z rodziną, który jest skoordynowany z planem pomocy dziecku umieszczonemu w pieczy zastępczej;
3. udzielanie pomocy rodzinom w poprawie ich sytuacji życiowej, w tym w zdobywaniu umiejętności prawidłowego prowadzenia gospodarstwa domowego;
4. udzielanie pomocy rodzinom w rozwiązywaniu problemów socjalnych;
5. udzielanie pomocy rodzinom w rozwiązywaniu problemów psychologicznych;
6. udzielanie pomocy rodzinom w rozwiązywaniu problemów wychowawczych z dziećmi;
7. wspieranie aktywności społecznej rodzin;
8. motywowanie członków rodzin do podnoszenia kwalifikacji zawodowych;
9. udzielanie pomocy w poszukiwaniu, podejmowaniu i utrzymywaniu pracy zarobkowej;
10. motywowanie do udziału w zajęciach grupowych dla rodziców, mających na celu kształtowanie prawidłowych wzorców rodzicielskich i umiejętności psychospołecznych;
11. udzielanie wsparcia dzieciom, w szczególności poprzez udział w zajęciach psychoedukacyjnych;
12. podejmowanie działań interwencyjnych i zaradczych w sytuacji zagrożenia bezpieczeństwa dzieci i rodzin;
13. prowadzenie indywidualnych konsultacji wychowawczych dla rodziców i dzieci;
14. prowadzenie dokumentacji dotyczącej pracy z rodziną;
15. dokonywanie okresowej oceny sytuacji rodziny, nie rzadziej niż co pół roku;
16. monitorowanie funkcjonowania rodziny po zakończeniu pracy z rodziną;
17. sporządzanie, na wniosek sądu, opinii o rodzinie i jej członkach;
18. współpraca z jednostkami administracji rządowej i samorządowej, właściwymi organizacjami pozarządowymi oraz innymi podmiotami i osobami specjalizującymi się w działaniach na rzecz dziecka i rodziny;
19. współpraca z zespołem interdyscyplinarnym lub grupą roboczą lub innymi podmiotami, których pomoc przy wykonywaniu zadań uzna za niezbędną.

## Kwalifikacje asystenta rodziny
Aby asystent rodziny mógł pełnić ww. zadania wymaga się od niego szerokiej wiedzy i umiejętności, które ma posiąść albo a) w trakcie studiów wyższych na kierunku pedagogika, psychologia, socjologia, nauki o rodzinie lub praca socjalna albo b) w czasie co najmniej 230 godzinnego szkolenia (jeśli ma wykształcenie wyższe na dowolnym kierunku oprócz ww. lub wykształcenie średnie).
Rozporządzenie Ministra Pracy i Polityki Społecznej z dnia 9 grudnia 2011 r. w sprawie szkoleń na asystenta rodziny określa zakres programowy szkoleń dla osób ze średnim lub wyższym wykształceniem (na dowolnym kierunku, oprócz ww.), co jest równoznaczne z zakresem wiedzy i umiejętności, które powinien posiadać każdy kandydat na asystenta rodziny.
Najważniejsze z nich to znajomość i umiejętność stosowania w praktyce, niezbędnych do realizacji zadań asystenta rodziny w zakresie wspierania rodziny w wypełnianiu funkcji rodzicielskich, doskonalenia ich umiejętności opiekuńczo – wychowawczych i pomocy w rozwiązaniu trudnych sytuacji życiowych:
- zagadnień z prawa rodzinnego, administracyjnego, karnego, cywilnego, zabezpieczenia społecznego oraz prawa pracy,
- elementów ekonomii i organizacji gospodarstwa domowego,
- podstaw pedagogiki, psychologii rozwojowej i wychowawczej, z uwzględnieniem problemów dotyczących rozwoju dziecka i wpływu sytuacji kryzysowych w rodzinie na zachowanie i rozwój dziecka,
- treści dotyczących oceny sytuacji rodziny, tj. problemów, celów, oczekiwań, potrzeb, zasobów, wartości,
- metod, technik i narzędzi pracy z rodziną i innymi służbami społecznymi, w tym metod pracy socjalnej, metod pracy opiekuńczo – wychowawczej, metod terapeutycznych,
- podstaw edukacji zdrowotnej, organizacji czasu wolnego dzieci i młodzieży, pielęgnacji niemowląt i dzieci,
- zagadnień dotyczących uprawnień w zakresie wsparcia osób niepełnosprawnych – dorosłych i dzieci oraz organizowania wspomagania rozwoju dziecka z problemami emocjonalnymi i zaburzeniami zachowania,
- problematyki interwencji kryzysowej (§ 2 ust. 1).

Asystent rodziny powinien umieć sporządzić plan pracy z rodziną, przy jej współudziale oraz inne dokumenty (sprawozdania z własnej pracy, pozwy i wnioski sądowe, podania urzędowe itd.). Posiadać umiejętności komunikacji interpersonalnej, będące podstawą zarówno współpracy z członkami rodziny, jak i współpracy z innymi pracownikami służb społecznych pracującymi z rodziną i na jej rzecz. Asystent rodziny powinien posiadać również umiejętności będące podstawą negocjacji, mediacji i rzecznictwa.
Od kandydata na asystenta rodziny wymagane jest zapoznanie się z systemem funkcjonowania instytucji prowadzącej pracę z rodziną, w formie praktyk w tej instytucji, w formie: a) praktyk studenckich wymaganych na kierunku studiów: praca socjalna, pedagogika, psychologia, socjologia, nauki o rodzinie zgodnie z ilością godzin w toku danego kierunku studiów lub b) 30 godzinnych praktyk w czasie szkolenia dla osób, które ukończyły inny kierunek studiów niż ww. lub mają średnie wykształcenie oraz roczny staż pracy z dziećmi lub rodziną w przypadku osób legitymujących się ukończeniem innego niż ww. kierunku studiów oraz trzyletni staż pracy z dziećmi lub rodziną w przypadku osób, które posiadają średnie wykształcenie (§ 2 ust. 1 pkt 25).

## Organizacja pracy asystenta rodziny
Zgodnie z art. 15 ust. 4 ustawy liczba rodzin, z którymi jeden asystent rodziny może w tym samym czasie prowadzić pracę, jest uzależniona od stopnia trudności wykonywanych zadań, jednak nie może przekroczyć 15. Ze względu na chęć i konieczność wykonywania pogłębionej pracy socjalnej (i terapeutycznej) z rodziną z wieloma problemami rekomendowane przez pracowników wykonujących pracę asystentów rodziny jest jednak, aby liczba ta nie przekraczała 10. W wykonaniu czynności zawodowych przez asystenta powinni pomagać mu pracownicy jednostek organizacyjnych pomocy społecznej, organizacji pozarządowych oraz inne podmioty zajmujące się pracą z dzieckiem i rodziną. Asystent rodziny powinien też współpracować z zespołem interdyscyplinarnym lub grupą roboczą, o których mowa w ustawie z dnia 29 lipca 2005 r. o przeciwdziałaniu przemocy domowej (art. 15. ust. 1 pkt 18 i 19 oraz 15 ust. 2).
Proces przydzielania asystenta do rodziny został doprecyzowany w art. 11 ustawy z dnia 27 kwietnia o zmianie ustawy o wspieraniu rodziny i systemie pieczy zastępczej oraz niektórych innych ustaw. W przypadku, gdy ośrodek pomocy społecznej poweźmie informacje o rodzinie przeżywającej trudności w wypełnianiu funkcji opiekuńczo-wychowawczych, pracownik socjalny przeprowadza w tej rodzinie wywiad środowiskowy, na zasadach określonych w ustawie z dnia 12 marca 2004 r. o pomocy społecznej. Po przeprowadzeniu wywiadu pracownik socjalny dokonuje analizy sytuacji rodziny. Jeżeli z tej analizy wynika konieczność przydzielenia rodzinie asystenta rodziny, pracownik socjalny występuje do kierownika ośrodka pomocy społecznej z wnioskiem o jego przydzielenie. Po otrzymaniu wniosku, o którym mowa w ust. 3, kierownik ośrodka pomocy społecznej: przydziela rodzinie asystenta rodziny albo występuje do jednostki organizacyjnej gminy, która organizuje pracę z rodziną, o przydzielenie rodzinie asystenta rodziny albo występuje do podmiotu, któremu gmina zleciła realizację pracy z rodziną na podstawie art. 190, o przydzielenie rodzinie asystenta rodziny.
Asystenta rodziny zatrudnia kierownik jednostki organizacyjnej gminy, która organizuje pracę z rodziną, lub podmiot, któremu gmina zleciła organizację pracy z rodziną. Praca asystenta rodziny jest wykonywana w ramach stosunku pracy w systemie zadaniowego czasu pracy albo umowy o świadczenie usług. Praca asystenta rodziny nie może być łączona z wykonywaniem obowiązków pracownika socjalnego na terenie gminy, w której praca ta jest prowadzona (art. 17). Asystent rodziny prowadzi pracę w miejscu zamieszkania rodziny lub w miejscu przez nią wskazanym (art. 14).